# Mama (peuple)
Pour les articles homonymes, voir Mama.

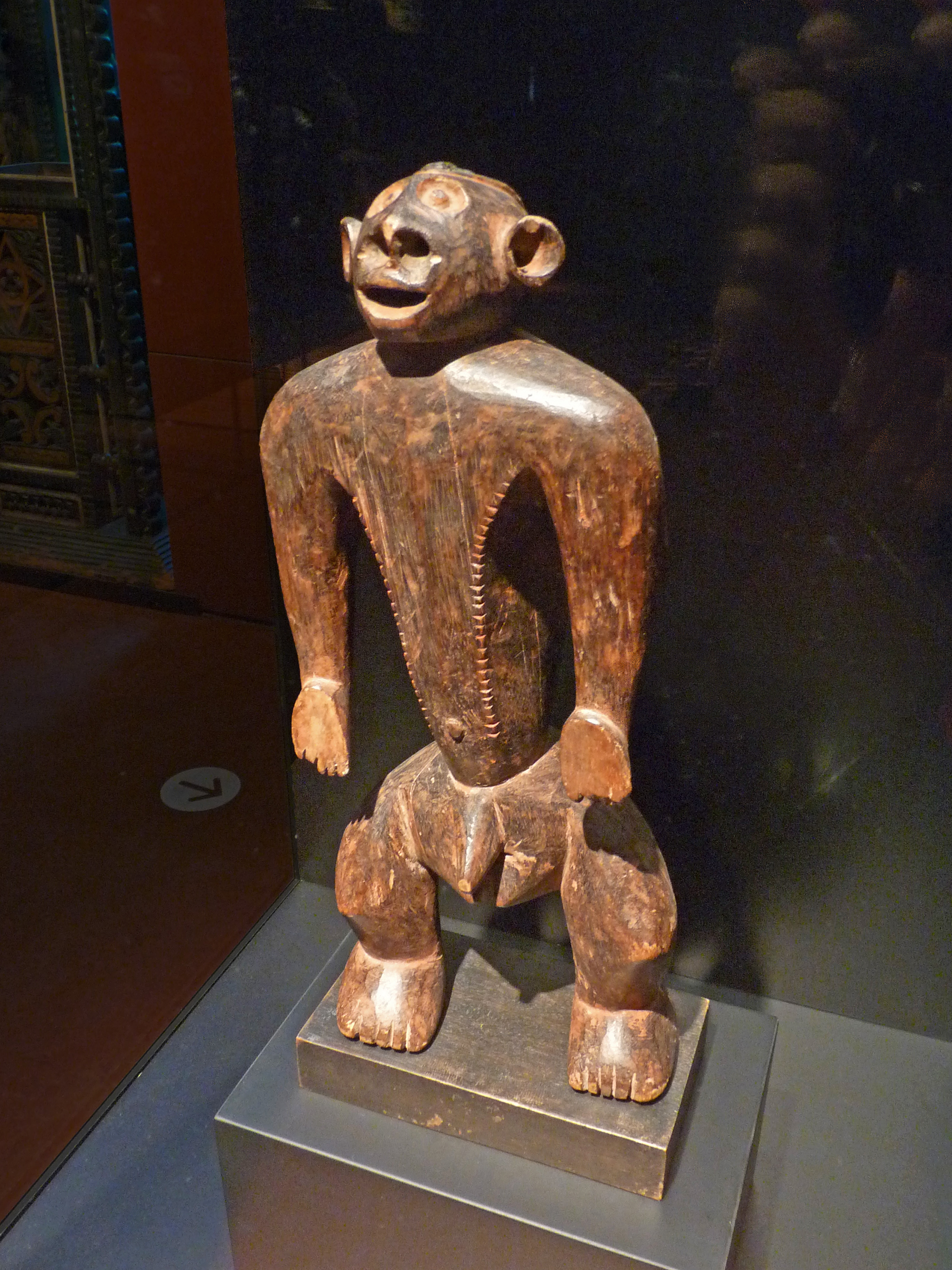
Statue masculine
(Musée du quai Branly)

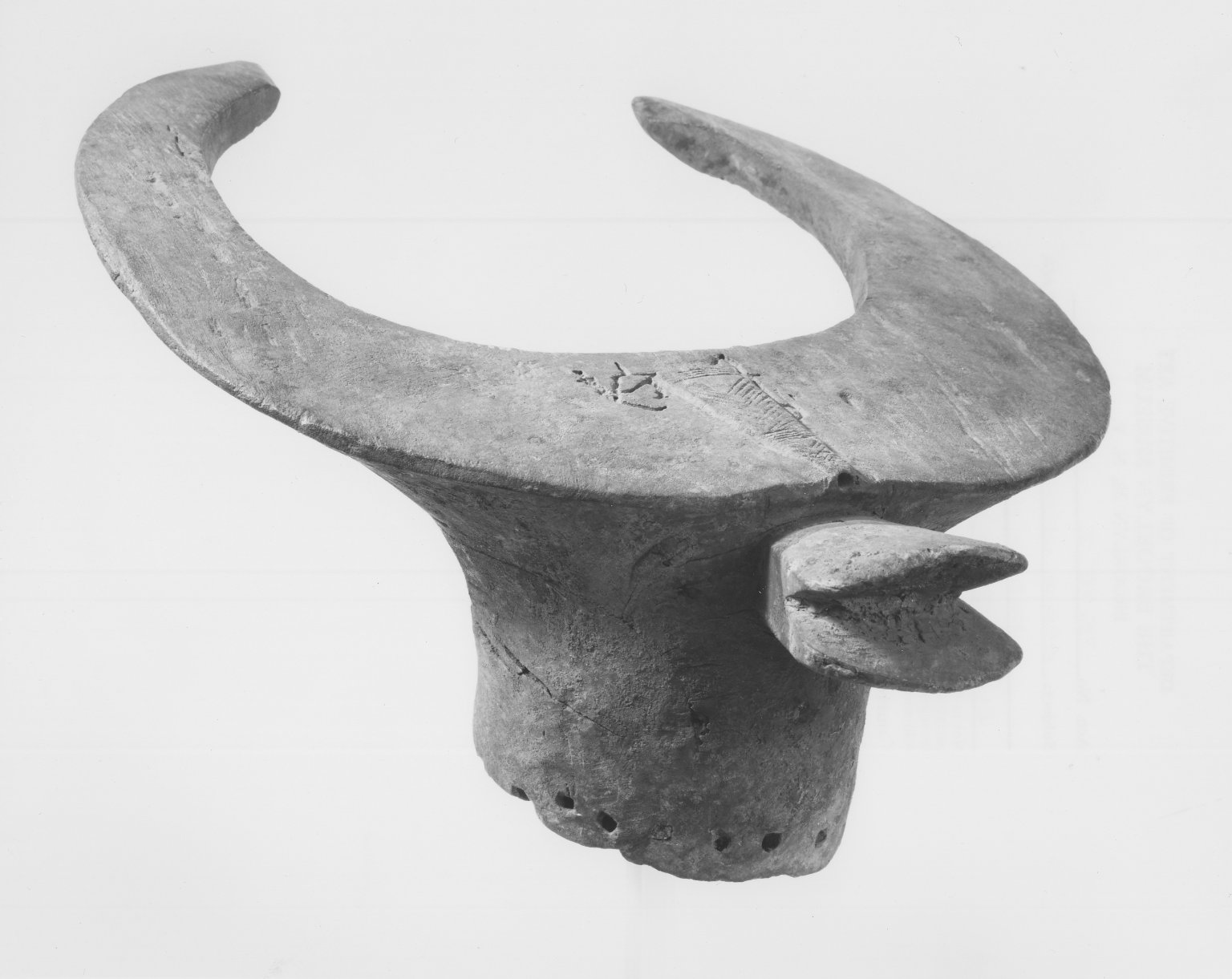
Cimier de la société Mangam

Les Mama sont une population d'Afrique de l'Ouest établi au Nigeria, principalement au centre du pays, dans l'État du Plateau.

## Ethnonymie
Selon les sources et le contexte, on observe quelques variantes : Kantana, Kwarra.

## Langue
Leur langue est le mama, une langue bénoué-congolaise dont le nombre de locuteurs était estimé à 20 000 en 1973.